# Situazione comica
Situazione comica è un film cortometraggio italiano del 1909 diretto da Adolfo Re Riccardi. Fu distribuito anche in Francia, Gran Bretagna e USA, assumendo vari titoli: Situation critique, Situation embarassante, Tout s'arrange, Critical situation.

## Trama
Carlo sta salutando affettuosamente la moglie prima di uscire per una passeggiata in bicicletta. Appena è uscito lei chiama un altro uomo, ma l'improvviso ritorno del marito la costringe a nasconderlo nell'armadio. Il marito esce di nuovo e l'uomo può essere liberato. Asciugandosi il sudore della fronte con una calza bianca della signora, l'uomo se la mette sbadatamente in tasca, poi, volendo riprendersi dallo spavento, esce per andare a bere qualcosa al bar più vicino, dove incontra Carlo e un altro amico. A quest'ultimo racconta la sua avventura, ed entrambi se la ridono a crepapelle. Ma al suo ritorno a casa la moglie scopre la calza nella sua tasca e gli fa una scenata. A quel punto l'uomo scrive una lettera all'amico, pregandolo di toglierlo dall'imbarazzo. L'amico, inconsapevole, mostra la lettera a Carlo, che si offre di farlo per lui. Di conseguenza Carlo invita la moglie dell'altro a presentarsi con una gamba nuda, volendo dimostrarle che suo marito aveva preso la sua calza con spirito malizioso. Ma quando la signora gli mostra l'altra gamba, infilata in una calza nera, Carlo, esaminando la calza bianca, si rende conto con orrore che appartiene a sua moglie.